# Kostel svaté Markéty (Jaroměřice nad Rokytnou)
Kostel svaté Markéty je farní kostel Římskokatolické farnosti Jaroměřice nad Rokytnou v okrese Třebíč. Společně s jaroměřickým zámkem představuje barokní dominantu města, s účinností od 1. ledna 2002 chráněnou jako národní kulturní památka. V letech 2019 - 2022 v kostele probíhala oprava pod projektem EU Záchrana kostela svaté Markéty v Jaroměřicích nad Rokytnou, barokní perly Vysočiny.

## Starý kostel
Na místě dnešního chrámu sv. Markéty stál kostel už dlouho předtím – asi 400 let, než se mu roku 1737 v podstatě dostalo současné podoby. O zakladateli, slohu, vnitřní úpravě původního kostela nejsou žádné zprávy. Z poloviny 16. století se dochovala jen zpráva o dostavbě věže.
Starý kostel zničil velký požár 2. července 1631; požár tehdy zničil na 30 domů a s nimi i kostel, zámek i radnici. Kostel se obnovoval pomalu. Z kostela nezbylo takřka nic. Jen zázrakem zůstala místní farma se školou, Lhota se špitálem a stodoly na Kobylím trhu nepoškozeny. Jediné, co se z celého kostela zachránilo, byla sirotčí kniha, ve které se píše o dostavbě čtverhranné kostelní věže s cimbuřím a nárožními věžičkami, postavena roku 1562 Benešem Vlachem.
V Jaroměřicích byly v tomto období tři velké požáry, ale jen tento požár měl dopad na kostel sv. Markéty. Vymalován byl teprve v roce 1641. Vnitřní zařízení z největší části pořídil za své sám farář Martin Řehoř Staříč. Roku 1681 byl chrám nově pokryt šindelem a příštího roku byl vydlážděn vázanou dlaždicí. Nový děkan L. B. Stiller nechal roku 1689 zhotovit novou kazatelnu (autorem byl Jan Joachim Litzendorf z Rakouska) a jeho nástupce děkan P. Fr. Polach ji dal 1698 pozlatit. O vnější podobě kostela tak podrobné informace nejsou. Zde jsme odkázáni na obraz z jaroměřické zámecké obrazárny, která znázorňuje Jaroměřice před jejich velkou barokní proměnou.

## Nový kostel

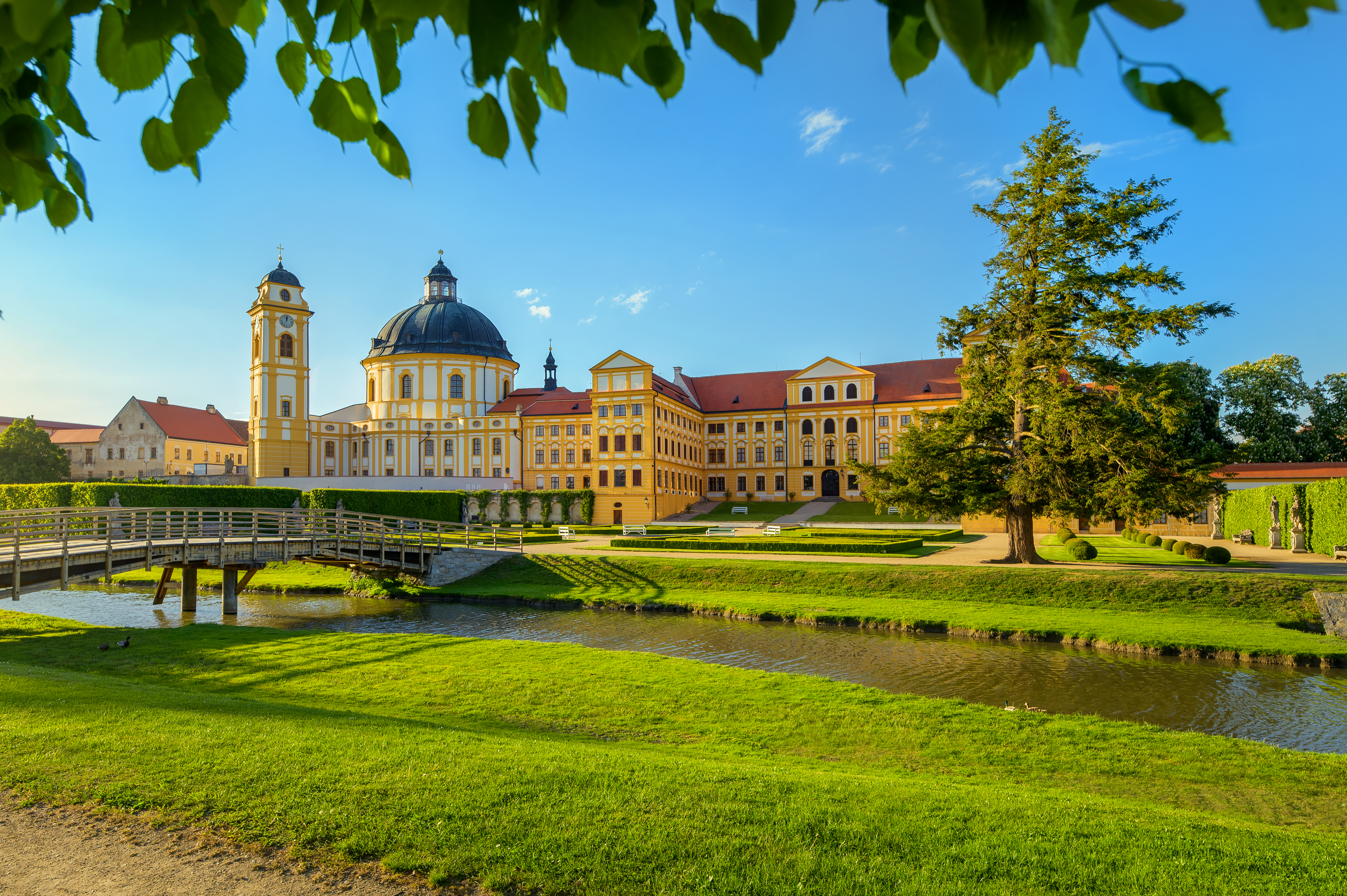
Pohled na kostel ze zámeckého parku

### Patron a tvůrci
Farní kostel sv. Markéty nechal postavit hrabě Jan Adam z Questenberka, patron chrámu a držitel jaroměřického panství. Ten svůj majetek získal od svého otce Jana Antonína (1633–1684) a ten zase od svého otce Gerharda z Questenberka, který panství koupil jako pobělohorský konfiskát. Osvícený a zcestovalý Jan Adam z Questenberka nákladně přestavěl původně renesanční zámek a v jeho stylu vystavěl i nový kostel.
Kdo je autorem kostela sv. Markéty, není zcela jasné. Alois Plichta se přiklonil k názoru, že Johann Lucas von Hildebrandt, jiný badatel Jaroslav Sedlář, že Jakub Prandtauer. Zajímavé je, že se dochoval původní projekt kostela, od dnešní podoby chrámu poněkud odlišný. „Chrám se stal obětí finančních rozpaků,“ konstatoval prý v této souvislosti historik Vladimír Helfert.

### Pohled dovnitř

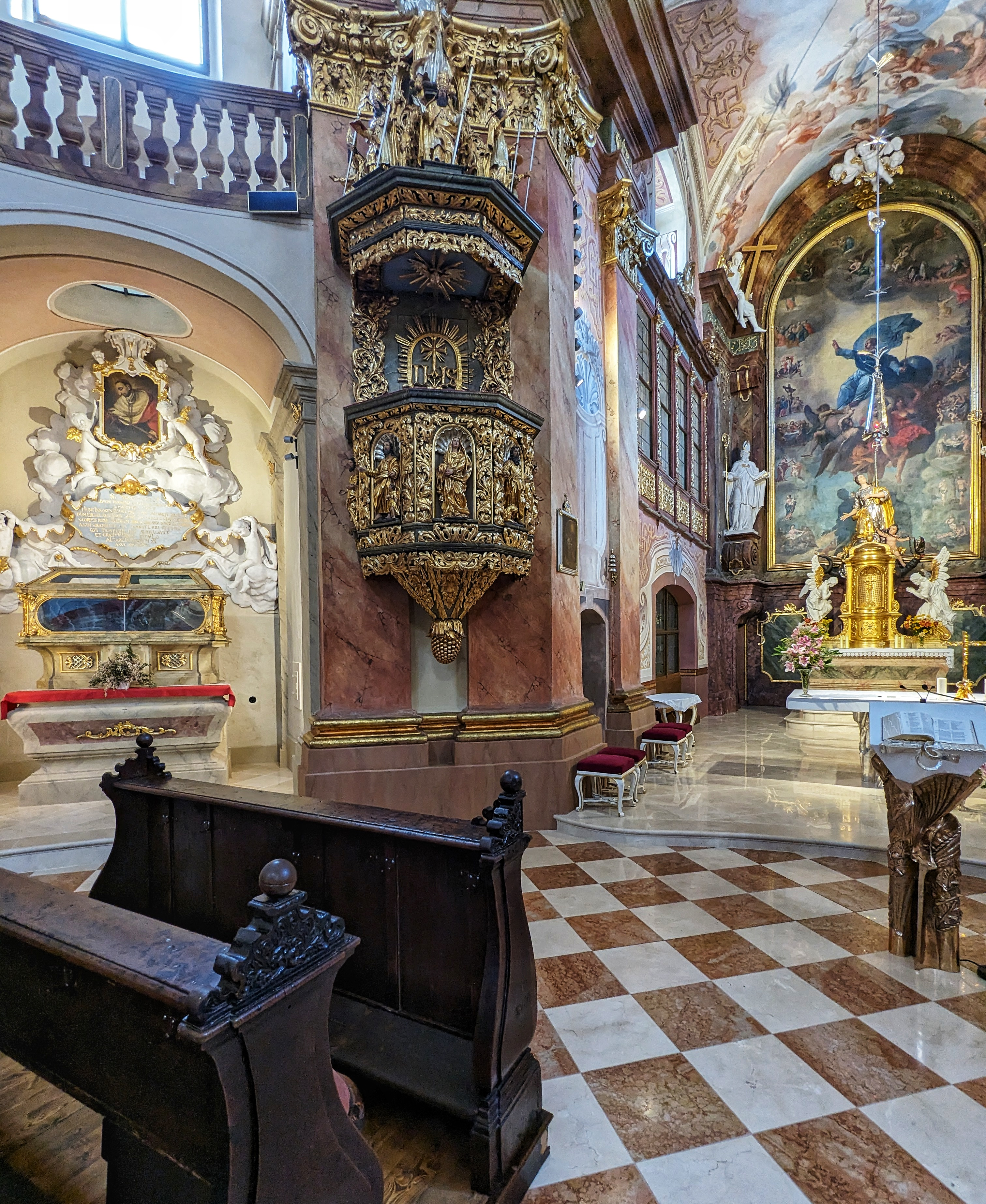
Kazatelnu vytvořil Jan Joachim Litzendorf roku 1689, následně pozlacena roku 1698.

Půdorys lodi má tvar elipsy s osou o délce 20,2 m orientovanou od západu k východu. Uvnitř je osm mohutných pilířů, mezi sebou spojených tenkou zdí a vytvářejících šest čtvercových výklenků, z nichž dva (na úrovni krátké, 14,8 m dlouhé osy) dávají prostor pro postranní velké oltáře. Pilíře a klenbové pásy nesou tambur, zakončený římsou, jejíž horní hranice je 19,8 m nad zemí. Nad stěnami tamburu se vypíná do výše 27 m kupole. Na ní je osmiboká lucerna s Božím okem o průměru 1,2 m na bleskosvodné tyči. Vrchol najdeme 44 m nad zemí.
V lodi je sedm oltářů. První z velkých postranních oltářů zachycuje svým obrazem disputaci o tajemství Nejsvětější Trojice. Na opačné straně je oltář s obrazem představujícím disputaci o Neposkvrněném početí P. Marie. Na evangelní straně vpředu je oltář sv. Karla Boromejského s ostatky sv. Vincence, ve skleněné skříni a vzadu oltář zasvěcený sv. Janu Nepomuckému. Na epištolní straně vpředu je boční oltář s malým obrazem sv. Filipa Nerejského. V skleněné skříni na oltáři jsou ostatky sv. Reparaty, mučednice. Po druhé straně oltáře Neposkvrněného početí P. Marie je oltář zasvěcený sv. Janu Sarkandrovi s obrazem Tomášské Matky Boží. Sedmý oltář je při presbytářním pilíři na epištolní straně a je největší ze všech. Kazatelna na protějším pilíři je pravděpodobně pozůstatkem původní kostela, jak už byla řeč shora. Na levé straně předsíně je velký oltář sv. Anny.
Hlavní oltář, jehož autorem je znojemský malíř František Antonín Findt, znázorňuje námět „Stvoření světla“. V klenutí chóru Findt namaloval stojící postavu sv. Markéty obklopenou andílky, na jejíž hlavě brzy spočine z rukou letících andělů vavřínový věnec jako symbol triumfu nad smrtí a přijetí na nebesa.
Nástěnné malby centrálního chrámového prostoru za vítězným obloukem zhotovil Karel František Tepper.

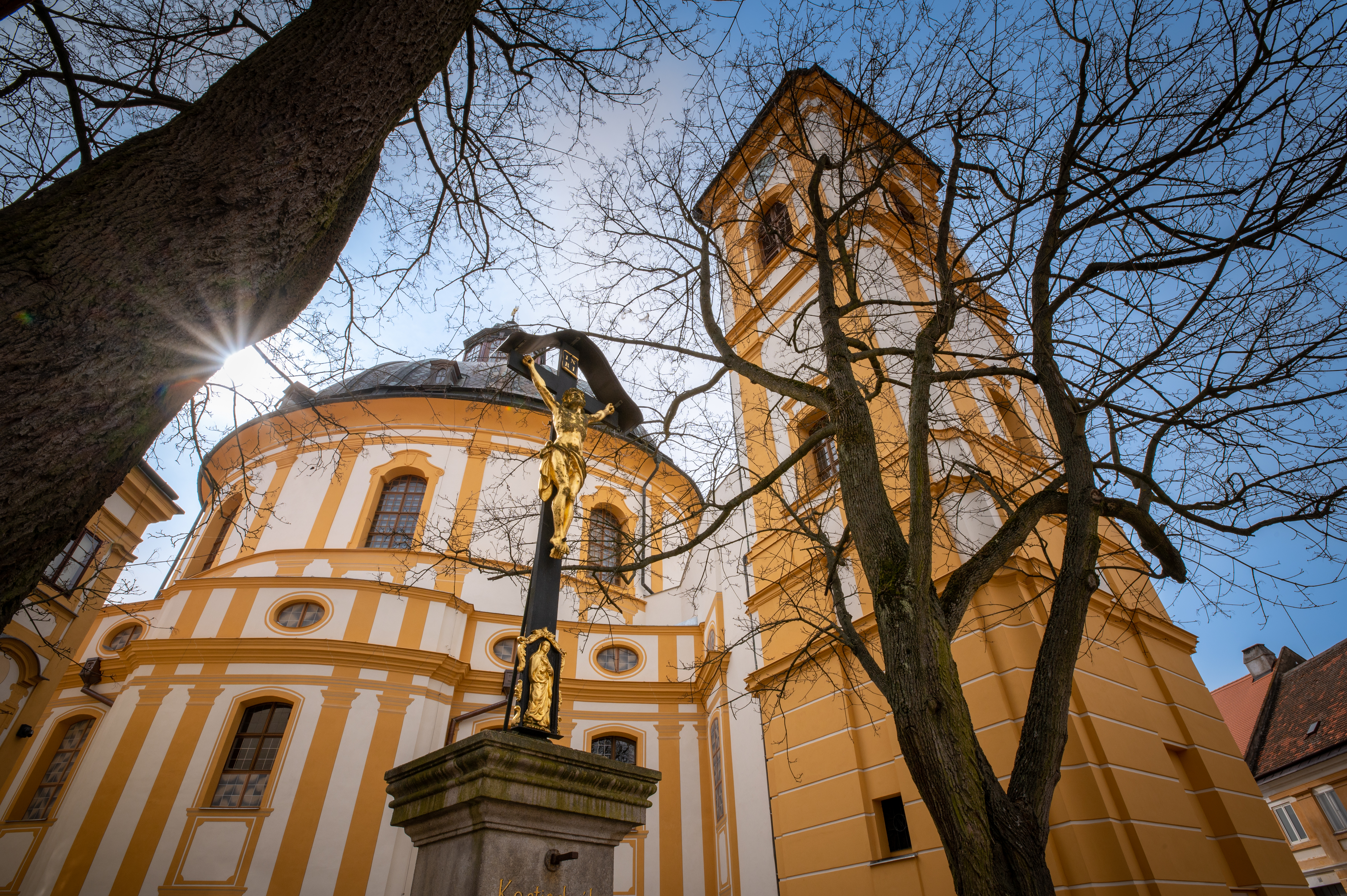
Pohled na severní věž kostela.

Zasklené oratoře udržovala sama vrchnost, nadto byly pěkně zařízeny. Oratoř na epištolní straně si Jan Adam z Questenberka dokonce vyhradil pro sebe a svou rodinu a upravil ji jako kapli.
Z kůru se lze po schodech dostat do galerie nad přízemním ochozem, z každé galerie dál do dvou empor.

### Věže kostela
Chrám sv. Markéty má dvě věže. Na rozdíl od projektu se však ke chrámu, resp. jeho předsíni, nepřimykají souměrně. Zatímco severní věž splývá s čelní hranou předsíně, jižní věž je od zdi předsíně vzdálena přes 5 m a s objektem kostela ji spojuje jen zvláštní zeď.
Jinak jsou věže stejné, téměř čtvercového tvaru (boční strany jsou delší), přes 40 m vysoké a dvoupatrové. Po opravě je nově zpřístupněna i jižní věž, která je určena jako vyhlídková. V severní věži, která bývá výjimečně přístupná veřejnosti (např. někdy o posvícení, Noc kostelů), jsou zvony. Svých bání se věže dočkaly až roku 1773.

## Rekonstrukce
V roce 2019 bylo zmíněno, že budova chrámu byla před rekonstrukcí v havarijním stavu, bylo ji například nutné při větrném počasí zavírat. Mezi lety 2017 a 2019 proběhla příprava náročné rekonstrukce chrámu. Cílem rekonstrukčních prací byla především záchrana krovové konstrukce kopule s dřevěnými ramenáty a vzácnou malířskou výzdobou – nástropní freskou; v plánu byla oprava i krytiny kupole a fasády kostela.

Farnost získala dotaci 95 milionů korun z programu Integrovaného regionální operačního programu (IROP), dalších 5 milionů Kč tvoří spolufinancování farnosti. Rekonstrukci zajistila společnost ARCHATT PAMÁTKY spol. s r.o. Rekonstrukce trvala tři roky – do roku 2022. Po dobu rekonstrukce v kostele neprobíhaly ani bohoslužby, ani svatby nebo pohřby. Náhradní prostory pro konání mší byly zajištěny v kapli na faře a v Lidovém domě. Celková cena rekonstrukce má dosáhnout 107 milionů Kč. V září roku 2019 bylo odstěhováno vnitřní vybavení kostela, následně pak instalováno lešení. Kostel byl stavebně a staticky obnoven, opraveny byly střešní krytiny, odstraněny novodobé a nevhodné úpravy, celý plášť kostela byl opraven a obnoven do stejného koloritu jako zámek, v kostele byly provedeny nové elektroinstalace a nové vytápění. Pod oratoří vznikla nová sakristie, stará sakristie za oltářem byla opravena a je součástí prohlídkové trasy, jejíž součástí je expozice v patrech a oratořích. Nejzásadnější částí rekonstrukce byla oprava dřevěné konstrukce kupole a výměna konstrukce v lucerně. Objemnou fresku o rozloze 450 m2 restauroval akademický malíř Jan Knorr a jeho tým. Slavnostní otevření kostela a první mše svatá proběhla 1. října 2022 za účasti emeritního brněnského biskupa Mons. Vojtěcha Cikrleho. Do kostela byly umístěny nový obětní stůl, ambon, křtitelnice a věčné světlo od sochaře Otmara Olivy. V současné době probíhají i prohlídky kostela.